# Большой Шоръял
Большой Шоръял (мар. Кугу Шоръял) — деревня в Моркинском районе Республики Марий Эл. Входит в состав Семисолинского сельского поселения.

## География
Находится в юго-восточной части республики Марий Эл на расстоянии приблизительно 6 км по прямой на север от районного центра посёлка Морки.

## История
Известна с 1795 года как деревня Царевококшайского уезда с 15 дворами. В 1886 году в ней было 14 дворов и 93 жителя, в 1895 году — 208 человек. В 1924 году в деревне проживали 308 человек, в 1959 340. В 2004 году в ней числилось 44 хозяйства. В советское время работали колхоз «Большевик» и совхоз «Моркинский».

## Население
Население составляло 117 человек (мари 98 %) в 2002 году, 93 в 2010.